# Station Krzcięcice
Station Krzcięcice is een spoorwegstation in de Poolse plaats Mierzyn.